# Staatliche Milchwirtschaftliche Lehr- und Forschungsanstalt

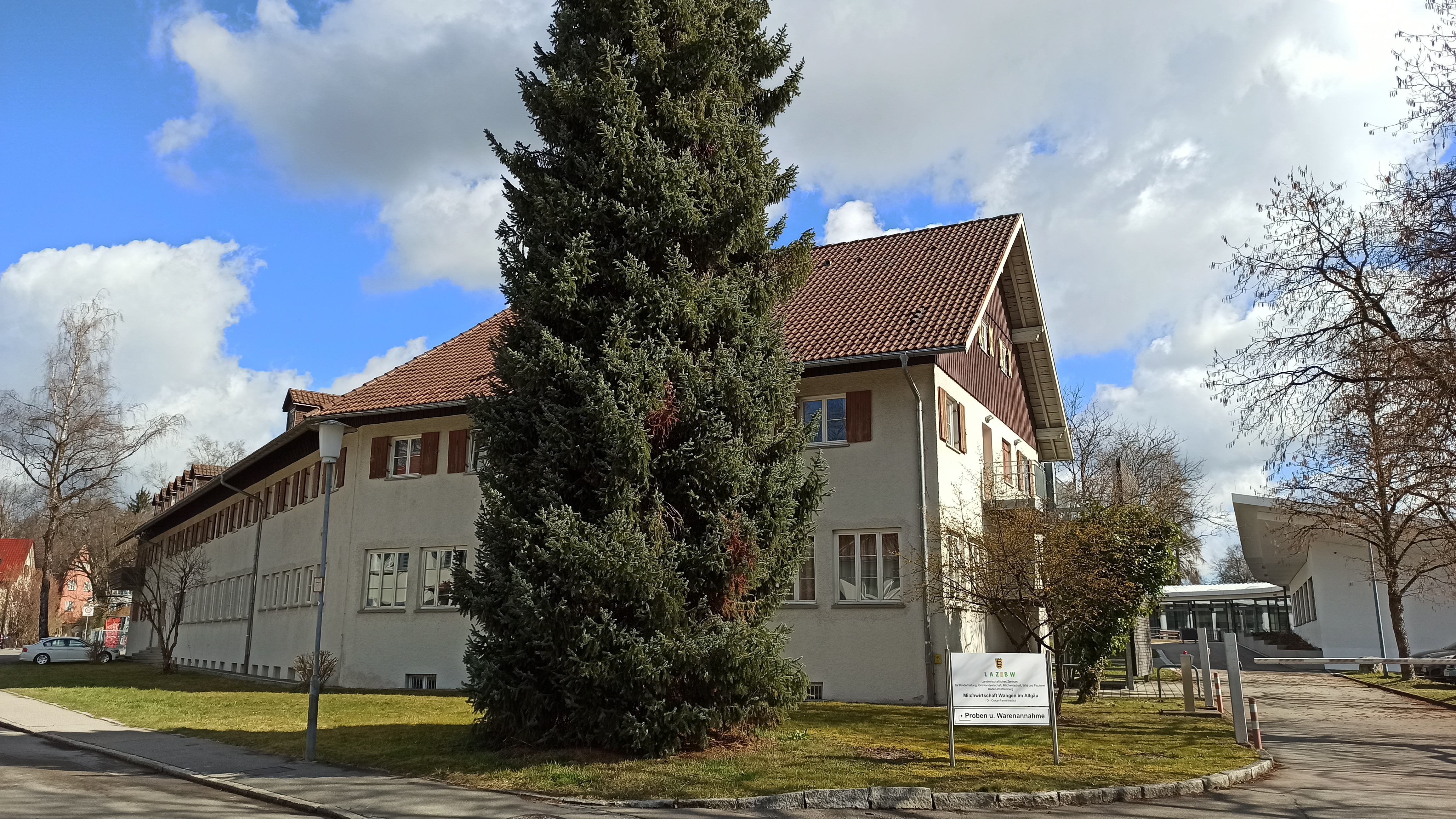
Älteren Gebäudeteil, Ansicht von Südwesten

Die Staatliche Milchwirtschaftliche Lehr- und Forschungsanstalt (offizielle Abkürzung: MLF) hatte ihren Sitz in Wangen im Allgäu im Landkreis Ravensburg. Seit 1971 trug sie die zusätzliche Bezeichnung Dr.-Oskar-Farny-Institut, benannt nach dem 1983 verstorbenen Unternehmer und Politiker Oskar Farny, der ursprünglich die Vereinigten Käsereien Dürren begründete, aus denen sich die heutige Allgäuland-Käsereien GmbH entwickelt hat. Spätestens mit der Veröffentlichung im Gemeinsamen Amtsblatt des Landes Baden-Württemberg vom 29. April 2009 fusionierte die MLF mit dem Bildungs- und Wissenszentrum Aulendorf zum Landwirtschaftlichen Zentrum für Rinderhaltung, Grünlandwirtschaft, Milchwirtschaft, Wild und Fischerei Baden-Württemberg (LAZBW). Die milchwirtschaftlichen Einrichtungen befinden sich weiterhin in Wangen.

## Geschichte
Vorläufer war die 1911 gegründete Württembergische Käserei-, Versuchs- und Lehranstalt. 1924 wurde diese im Land Württemberg verstaatlicht. 1963 wurde hier die erste überbetriebliche Lehrwerkstätte für Molkereifachleute in der damaligen Bundesrepublik Deutschland eingerichtet. Seit 2004 besuchen auch Auszubildende aus Hessen, Rheinland-Pfalz und dem Saarland die überbetrieblichen Lehrwerkstättenkurse im Blockunterricht.
Die Schule untersteht der Aufsicht des Ministeriums für Ernährung und Ländlichen Raum Baden-Württemberg. Ihre Aufgabe ist die Erhaltung und Verbesserung des Leistungsstandards der Milchwirtschaft. Zu diesem Zweck verfügt sie auch über eine eigene Molkerei.
Zu ihren Aufgaben zählen unter anderem:
- chemische, physikalische und mikrobiologische Untersuchungen von Proben
- amtliche Prüfungen von Butter und Käse
- staatliche Fachschule für das Molkereiwesen mit Lehr- und Versuchsmolkerei und angeschlossenem Jugendwohnheim
- überbetriebliche Ausbildung für die Lehrberufe Milchtechnologe/-in und Milchwirtschaftlicher Laborant/-in
- Fortbildungslehrgänge zur Vorbereitung auf die Meisterprüfung im Molkereifach
- Forschung zur Qualitätsverbesserung von Milch, Milcherzeugnissen und Rohmilch-Beurteilungsverfahren
- Herstellung von Bakterienkulturen